# Paul Wurzel
Paul Wurzel  (* 26. Mai 1877 in Weiherhöfen, Ortsteil von Weißenstadt; † 18. Juli 1936 in Weißenburg am Sand) war ein bayerischer Politiker der Sozialdemokratischen Partei Deutschlands (SPD). Er gehörte von 1919 bis 1920 dem Bayerischen Landtag an. 
Wurzel besuchte von 1883 bis 1891 die Volksschule und machte in Meißen eine Lehre als Töpfer. Von 1910 bis 1919 war er Töpfermeister in Weißenburg. Von 1911 bis 1913 sowie von 1914 bis 1919 war Paul Wurzel Vorsitzender der Wahlkreisorganisation Mittelfranken 4 der Sozialdemokratischen Partei. Er gehörte von 1919 bis 1933 dem Weißenburger Stadtrat, von 1918 bis 1919 dem Weißenburger Arbeiterrat sowie von 1927 bis zu seinem Tod dem Weißenburger Konsumverein an.